# Grand Prix automobile de Miami
 (juillet 2025).
Le Grand Prix automobile de Miami est une compétition automobile comptant pour le championnat du monde de Formule 1 depuis 2022 et courue sur l'autodrome international de Miami.

## Historique
En 2018, une proposition a été soumise à la ville de Miami afin d'organiser un Grand Prix comptant pour le Championnat du monde de Formule 1, avec 2019 comme date proposée pour accueillir la première course. Après des complications dues aux plans de construction et de développement de PortMiami, une proposition a été soumise pour une course en 2021 au Hard Rock Stadium. Le circuit change donc d'emplacement, passant du centre-ville à la zone proche du Hard Rock Stadium et de ses parkings à proximité.
L'événement fait son apparition lors du championnat du monde de Formule 1 2022, l'épreuve se déroulant à l'autodrome international de Miami dans le cadre d'un contrat de dix ans.

## Palmarès
| Année | Vainqueur      | Écurie              | Circuit            | Résultats |
| ----- | -------------- | ------------------- | ------------------ | --------- |
| 2022  | Max Verstappen | Red Bull            | Autodrome de Miami | Résultats |
| 2023  | Max Verstappen | Red Bull-Honda RBPT | Autodrome de Miami | Résultats |
| 2024  | Lando Norris   | McLaren-Mercedes    | Autodrome de Miami | Résultats |
| 2025  | Oscar Piastri  | McLaren-Mercedes    | Autodrome de Miami | Résultats |